# تعادل رقابتی
تعادل رقابتی (به انگلیسی:Competitive equilibrium) یا تعادل والراسی (به انگلیسی:Walrasian equilibrium) مفهومی در تعادل اقتصادی است که توسط کنث ارو و ژرار دوبرو در سال ۱۹۵۱ میلادی معرفی شد. تعادل رقابتی برای تجزیه و تحلیل بازارهای کالایی با قیمت‌های انعطاف‌پذیر و تعداد زیادی از معامله گران مناسب است. تعادل رقابتی به عنوان معیار برای سنجش بازدهی در تحلیل اقتصادی عمل می‌کند. تعادل رقابتی به‌طور اساسی بر فرض وجود یک محیط رقابتی تکیه دارد که در آن هر معامله گر در مورد مقداری حجم از تجارت تصمیم می‌گیرد که در مقایسه با کل مقدار معامله شده در بازار بسیار کوچک است و معاملات فردی او تأثیری بر قیمت‌ها ندارد. بازارهای رقابتی استاندارد ایده‌آلی هستند که با آن سایر ساختارهای بازار ارزیابی می‌شوند.